# Gullfoss
De Gullfoss is een waterval in de Hvítá (Witte rivier) in Zuid-IJsland. Het is een van de populairste watervallen van IJsland en is gemakkelijk (per auto) te bereiken. De waterval maakt deel uit van de Golden Circle, een favoriete rondreis langs Þingvellir, de Geysir en de Gullfoss die vanaf Reykjavik in één dag is af te leggen, en is mede daardoor een van de meest bekende IJslandse toeristenplaatsen.
Het water valt in twee trappen, die min of meer haaks op elkaar staan, 32 meter naar beneden in een kloof die ook weer geheel haaks op de tweede trap staat. De trappen worden gevormd door harde lagen basalt die worden afgewisseld door zachtere materialen. Deze afzonderlijke lagen zijn ook goed in de wanden van de kloof te herkennen. De kloof is meer dan 70 meter diep, 20 meter breed en 2,5 kilometer lang. De Hvítá is een gletsjerrivier die echter ook door regen wordt gevoed en kan grote hoeveelheden water vervoeren (50–110 m³/s in de winter tot 100–180 m³/s 's zomers). Het in de kloof neerstortende water zorgt vrijwel altijd voor een grote hoeveelheid stuifwater dat, als de zon erop schijnt, prachtige regenbogen veroorzaakt. Daaraan dankt de Gullfoss zijn naam: Gouden waterval. Het is mogelijk om helemaal tot aan de rand van de waterval te komen waarbij het donderende geraas overweldigend is. Als het steile pad (dat alleen met een dun touwtje is afgezet) in de winter beijzeld is, kan dat echter een hachelijke onderneming zijn.
Aan het begin van de 20e eeuw wilden buitenlandse investeerders de Hvítá indammen om een waterkrachtcentrale te bouwen. De eigenaars van de Gullfoss, Halldór Halldórsson en Tómas Tómasson, wilden de grond echter niet verkopen, waarna de speculanten achter hun rug om rechtstreeks en met succes zaken met de IJslandse overheid gingen doen. Tómas' dochter Sigríður Tómasdóttir zou helemaal naar Reykjavik zijn gelopen om hun zaak te bevechten. Het populaire verhaal gaat dat zij zich in de waterval zou storten als de bouw van de krachtcentrale door zou gaan. Hoewel de bouw om andere redenen nooit is begonnen, staat er wel een stenen gedenkplaat ter herinnering aan deze dochter boven aan de waterval.

## Galerij

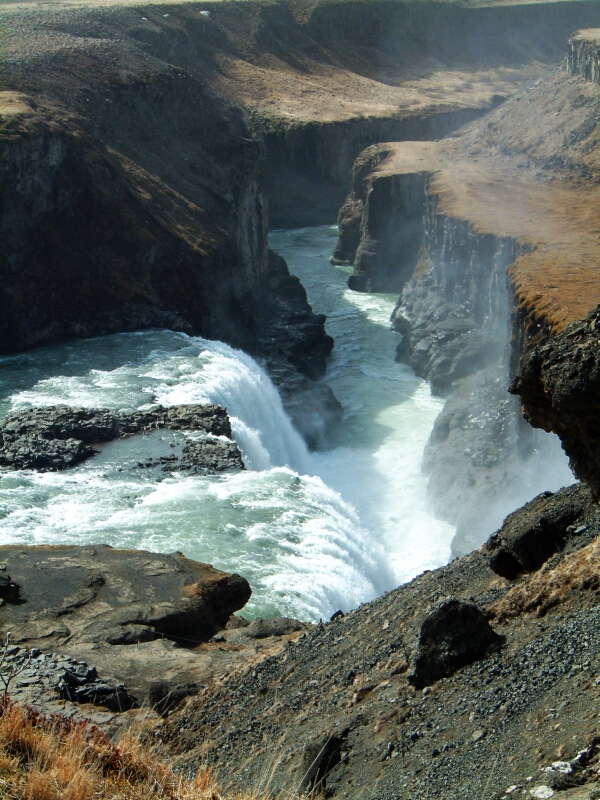
De Gullfosskloof
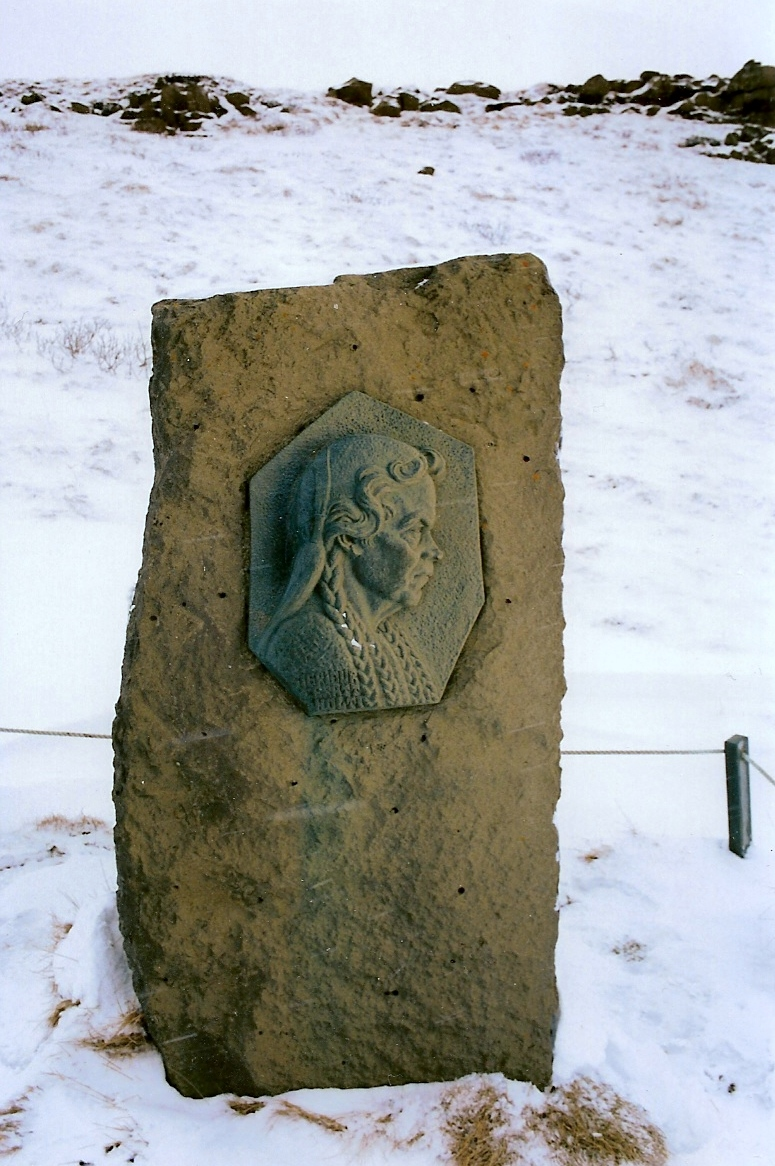
Gedenksteen van Sigríður Tómasdóttir

## Trivia
- Op IJsland is er nog een andere waterval die Gullfoss heet.

- De videoclip Heaven uit 2003 van Live is voor een groot deel bij de Gullfoss opgenomen.

- Het Nederlandse kledingmerk Gullfoss heeft de naam te danken aan deze IJslandse waterval.

- Gemeinsame Normdatei: 7724842-9
- Virtual International Authority File: 240606837